# Lucio Emilio Paulo Macedónico

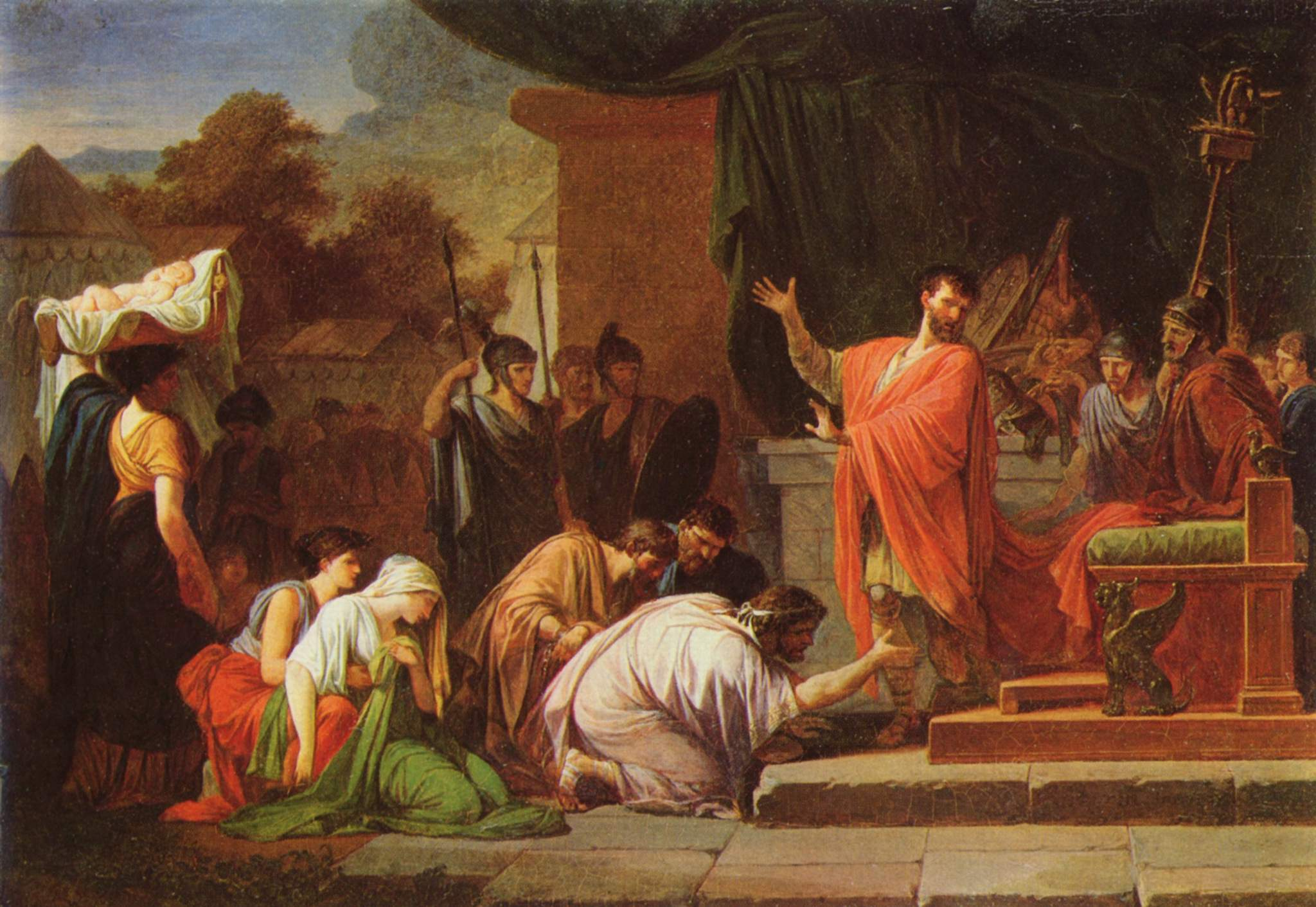
El rey Perseo ante Lucio Emilio Paulo, pintura de Jean-François Pierre Peyron.

Lucio Emilio Paulo apodado Macedónico (en latín Lucius Aemilius L. f. M. n. Paullus Macedonicus; c. 230 - 160 a. C.) fue un general y político romano, el miembro más distinguido de la rama Paullus de la gens Emilia, fue dos veces cónsul, luchando contra los ligures en su primer consulado (182 a. C.) y en la segunda guerra macedónica en su segundo consulado (168 a. C.) y también censor (164 a. C. - 160 a. C.).

## Familia
Era hijo de Lucio Emilio Paulo (también general) y nació c. 230-229 a. C. Creció influido por las ideas aristocráticas de su padre; era partidario de una estricta disciplina en el ejército, y un experto en la ciencia de los augurios, perteneciendo al colegio de augures,  Lucio Emilio Paulo fue jefe de la rama "Aemilia Paulli" de la Gens Emilia, una antigua y aristocrática familia patricia. Su influencia fue inmensa, particularmente debido a su fortuna y alianza con los Cornelio Escipiones. Es mencionado por primera vez en el año 194 a. C. cuando fue nombrado triunviro para la fundación de una colonia en Crotona.

## Carrera política y militar
Dos años después, en 192 a. C. fue edil curul con Marco Emilio Lépido, y triunfó sobre doce candidatos que después fueron cónsules. Durante su edilidad persiguió a los pecuarii, es decir, ganaderos que pastaban de forma ilegal en tierras públicas.
En 191 a. C. fue pretor y obtuvo la provincia de Hispania Ulterior con título de procónsul. Su actuación en la Península aparece poco clara debido a las contradicciones de los historiadores, pero se sabe que dominó una sublevación de los turdetanos y que en 190 a. C. fue derrotado por los lusitanos en Lyko (¿Ilugo?), en Bastetania, donde perdió seis mil hombres; después se recuperó y derrotó al enemigo, dejando la Ulterior pacificada por un tiempo; a consecuencia de esta victoria le fue decretado un triunfo. Algunos autores indican, basándose en Tito Livio, que las tropas de Lucio Emilio Paulo Macedónico fueron derrotadas en Ilurco, hacia el año 190 a. C.
La primera (o segunda) inscripción romana conservada de Hispania, el llamado Bronce de Lascuta, contiene un decreto de Emilio Paulo en el que se concede la libertad a los habitantes de una fortaleza, la Turris Lascutana, que eran hasta entonces servi (esclavos) de la ciudad de Hasta Regia (Mesas de Asta, cerca de la actual Jerez de la Frontera, Cádiz).

## Primer consulado
Volvió a Roma en 189 a. C. y se presentó al consulado, pero varias veces perdió la elección, hasta que finalmente en el año 183 a. C. fue elegido cónsul junto con Cneo Bebio Tánfilo. Ejerció el consulado en el año 182 a. C. 
En 181 a. C. fue enviado contra los ingaunios, un pueblo lígur que tenía un considerable poder naval y que atacaba a los barcos mercantes; los ingaunios fueron completamente sometidos y sus fortificaciones arrasadas; a su retorno obtuvo los honores del triunfo. Los siguientes trece años vivió tranquilamente en Roma, dedicado a educar a sus hijos. 

## Segundo consulado y victoria sobre Perseo
Ya hacía algunos años que se disputaba la tercera guerra macedónica contra el rey Perseo, pero no se conseguía el triunfo definitivo y en 169 a. C. el pueblo exigía un general de gran experiencia y habilidad; algunos notables presionaron a Paulo para que se presentase a la elección. Paulo ya pasaba de los 60 años y no estaba muy dispuesto a asumir dicha tarea, pero finalmente, entre aclamaciones, se presentó y fue escogido junto con Cayo Licinio Craso. 
En la primavera de 168 a. C. llegó al reino de Macedonia y el 22 de junio obtuvo la gran victoria de Pidna que de hecho puso fin a la guerra; el rey Perseo de Macedonia se rindió, fue hecho prisionero y traído ante Paulo, que lo trató con cortesía y amabilidad, En 167 a. C., Emilio Paulo recibió las instrucciones del Senado de regresar a Roma después de saquear Epiro, un reino sospechoso de simpatizar con la causa macedonica. Después de cargar los tesoros del palacio real de Macedonia en barcos con destino a Roma, marchó a su ejército a Epiro, donde, en contra de su inclinación, ordenó el saqueo de setenta ciudades, lo que resultó en la esclavitud de 150,000 personas. 
En 167 a. C. permaneció en Macedonia como procónsul, tiempo en el que visitó toda Grecia, reparó algunas injusticias e hizo varias donaciones. Volvió entonces a Macedonia, residiendo en Anfípolis, donde junto con diez comisionados especiales romanos arregló el futuro de Macedonia. Finalmente celebró unos espléndidos juegos, en los que hizo que desertores capturados de su ejército fueran muertos por elefantes. Además, en ese mismo año, Paulo Emilio ordenó destruir 67 ciudades de Epiro y vender como esclavos a 150.000 de sus ciudadanos

## Regreso a Roma y tragedia familiar
Entonces fue a la ciudad de Orico, y allí embarcó a sus tropas, para volver a Italia donde llegó hacia noviembre de 167 a. C. con un botín bastante considerable que depositó en el tesoro de la República, provocando la indignación de los soldados porque querían más reparto; esto provocó alguna oposición, pero finalmente le fueron concedidos los honores de otro triunfo, que se celebró en los últimos días del mismo mes. La celebración de este duró tres días; delante del carro triunfal de Paulo iban el rey vencido y su hijo; detrás los dos hijos mayores de Paulo, Quinto Fabio Máximo y Publio Cornelio Escipión Africano el Joven, adoptados por las familias de los Fabios Máximos y de los Cornelios Escipiones. Sin embargo, la gloria del vencedor fue empañada por el infortunio familiar. Sus dos hijos más jóvenes murieron, uno de ellos con 9 años, sólo cinco días antes del triunfo, y el otro, de 14, tres días después. Esto suponía la extinción legal de la familia de Emilio Paulo. 
En 164 a. C. fue elegido censor con Quinto Marcio Filipo. 
Murió en 160 a. C. después de una enfermedad bastante larga. La fortuna que dejó era tan reducida que apenas sirvió para pagar la dote de su segunda mujer.

## Descendencia
Paulo se casó dos veces. Con su primera esposa, Papiria, la hija de Cayo Papirio Masón (el cónsul de 231 a. C.), tuvo cuatro hijos (dos hijos y dos hijas):
- El hijo mayor de su primer matrimonio (probablemente llamado Lucio Emilio Paulo) fue adoptado por el hijo menor de Quinto Fabio Máximo, tomando el nombre de Quinto Fabio Máximo Emiliano.
- El hijo menor de su primer matrimonio (probablemente llamado Marco Emilio Paulo) fue adoptado por un hijo de Escipión el Africano, llevando el nombre de Publio Cornelio Escipión Emiliano.
- Emilia Prima, casada con Quinto Elio Tuberón.
- Emilia Secunda, casada con Marco Porcio Catón (hijo del censor Marco Porcio Catón).

Se divorció y se casó con una segunda dama de nombre desconocido, con la que tuvo los dos hijos que murieron en 167 a. C. y una hija, Emilia Tertia, que a su vez tuvo un hijo.